# Lago de Varano
El lago de Varano (del italiano: lago di Varano) es una importante laguna costera italiana del mar Adriático que se encuentra en la llanura del Tavoliere delle Puglie, y que pertenece íntegramente a la provincia de Foggia, en la región de Apulia. Con una superficie aproximada de 60,5 km² es la mayor laguna de la costa italiana, además de ser el undécimo lago del país y el más grande de la Italia meridional.

## Geografía
Situado en la vertiente norte del macizo montañoso del Gargano, tradicionalmente se le llama «lago» cuando en realidad se trata de una laguna. Tallado en la masa calcárea gargánica, entre el promontorio del monte de Elio y la punta de Rodi Garganico, tiene forma vagamente trapezoidal que se extiende una anchura de unos 10 km, resultando encerrado en el interior del promontorio de Gargano durante unos 7 km.
Su perímetro es de aproximadamente 33 km, con una superficie de 60,5 km² y una profundidad que varía de 2 a 5 metros (con un promedio de 3 m), dependiendo de la ubicación, según se vaya desde la costa hacia el centro de la cuenca.
Al norte está separado del mar Adriático por una estrechísima línea de tierra, llamada isla (isola), de unos 10 km de longitud y 1 km de anchura, cubierta de pinos, eucaliptos y otras plantas.
El lago es alimentado por dos fuentes subterráneas y se comunica con el mar Adriático a través de dos canales: la boca de Varano y la desembocadura del Capoiale (o Capojale).
Las aguas del lago bañan los municipios de Cagnano Varano, Carpino e Ischitella, aunque ninguno de las localidades cabecera de estos municipios se encuentra directamente en la ribera del lago.

## Formación
En el siglo I, de acuerdo con la documentación de Plinio el Viejo, en el lugar del lago existía solamente una ensenada (o un golfo) definida por el naturalista latino como “Seno Uriano”.
La formación de un cordón litoral, llevada a cabo por la acción de las corrientes marinas y los vientos que han transportado los detritos de los ríos que desaguan en medio del Adriático, cerró esa ensenada marina dando así lugar al nacimiento del "lago" de Varano.
Según el historiador Squinabol la formación del lago es de fecha posterior al año 1000 .

## Flora

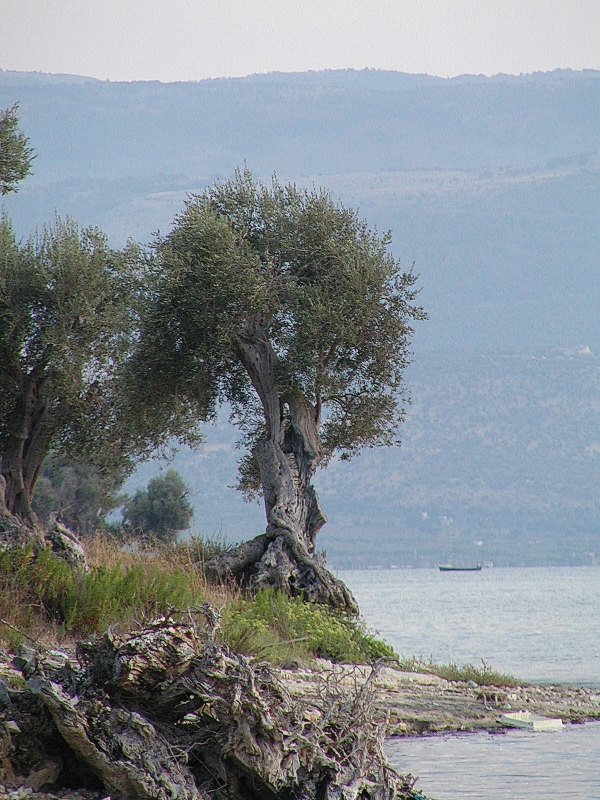
Un olivo en la orilla

La flora acuática comprende numerosos nenúfares comunes y muchas cañas de todo tipo: de pantano y comunes.  En tierra firme, alrededor del lago, prevalece la maqui mediterránea, especialmente, junto con el sauce llorón.
La costa está cubierta por pinos piñoneros, pinos marítimos y eucaliptos.

## Fauna
La avifauna es muy rica, como en todos los humedales en Italia: muchos cormoranes (hasta 3000) que viven en la Foce Capoiale.  También hay muchos más somormujos y pollos de agua menores, un tipo de ánade que puede alcanzar en vuelo horizontal los 129  km/h.
Otros ánades presentes son las fochas y otras ánades de los países nórdicos, que pasan el invierno aquí, como el porrón bastardo y el porrón osculado. Se observan varias especies de garzas, típicas de todos los humedales italianos: la garza real, la garza imperial, la garzeta y la gran garza blanca, que a menudo puede confundirse con la garza. 
Inevitable es el martín pescador común, mientras que en las dunas alrededor del lago se encuentran más zarapitos reales, las agachadizas comunes y las cigüeñuelas comunes o caballeros de Italia, que también anidan aquí.

## Reserva natural Isla de Varano
En la isla homónima del lago se ha establecido en 1977 la reserva natural de la Isla de Varano, una reserva natural integral, que protege un área de 145 hectáreas, dentro del Parque Nacional de Gargano.

## Galería de imágenes

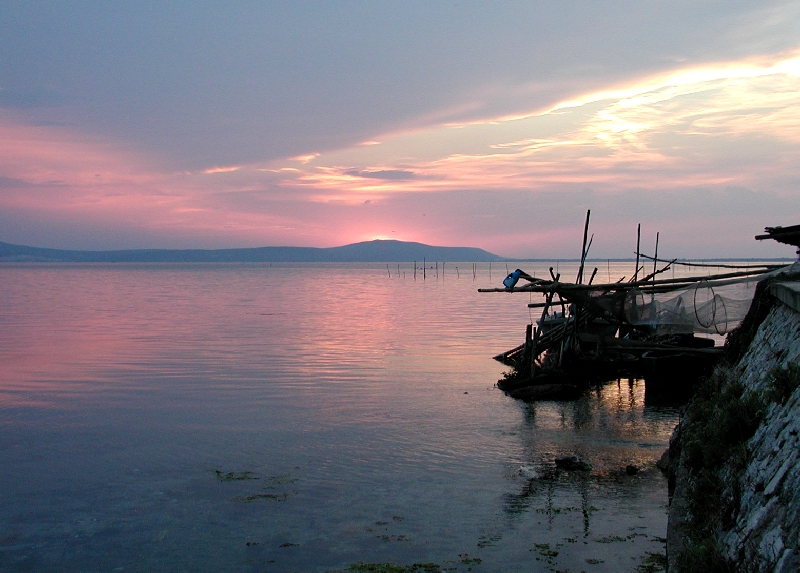
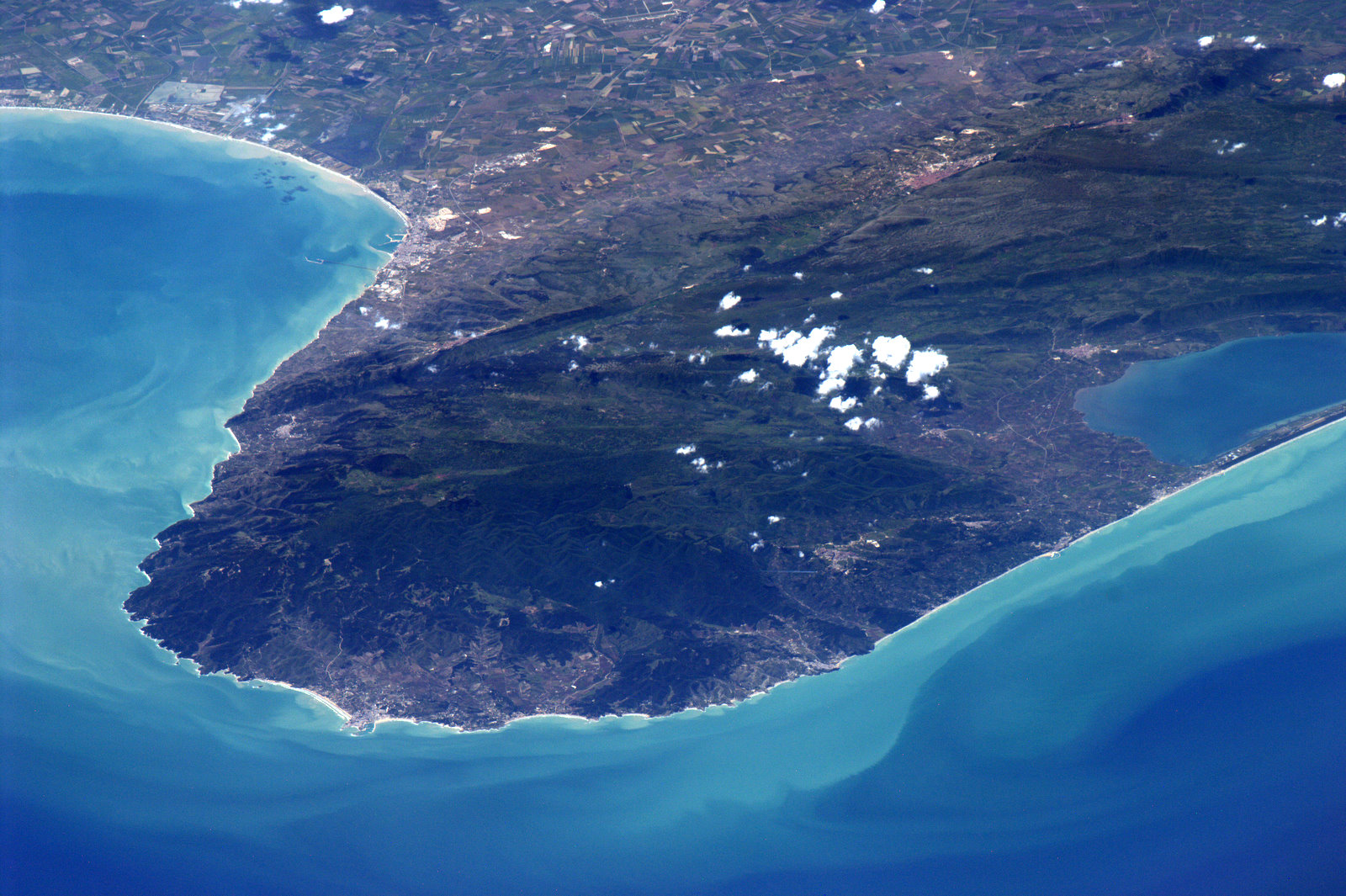
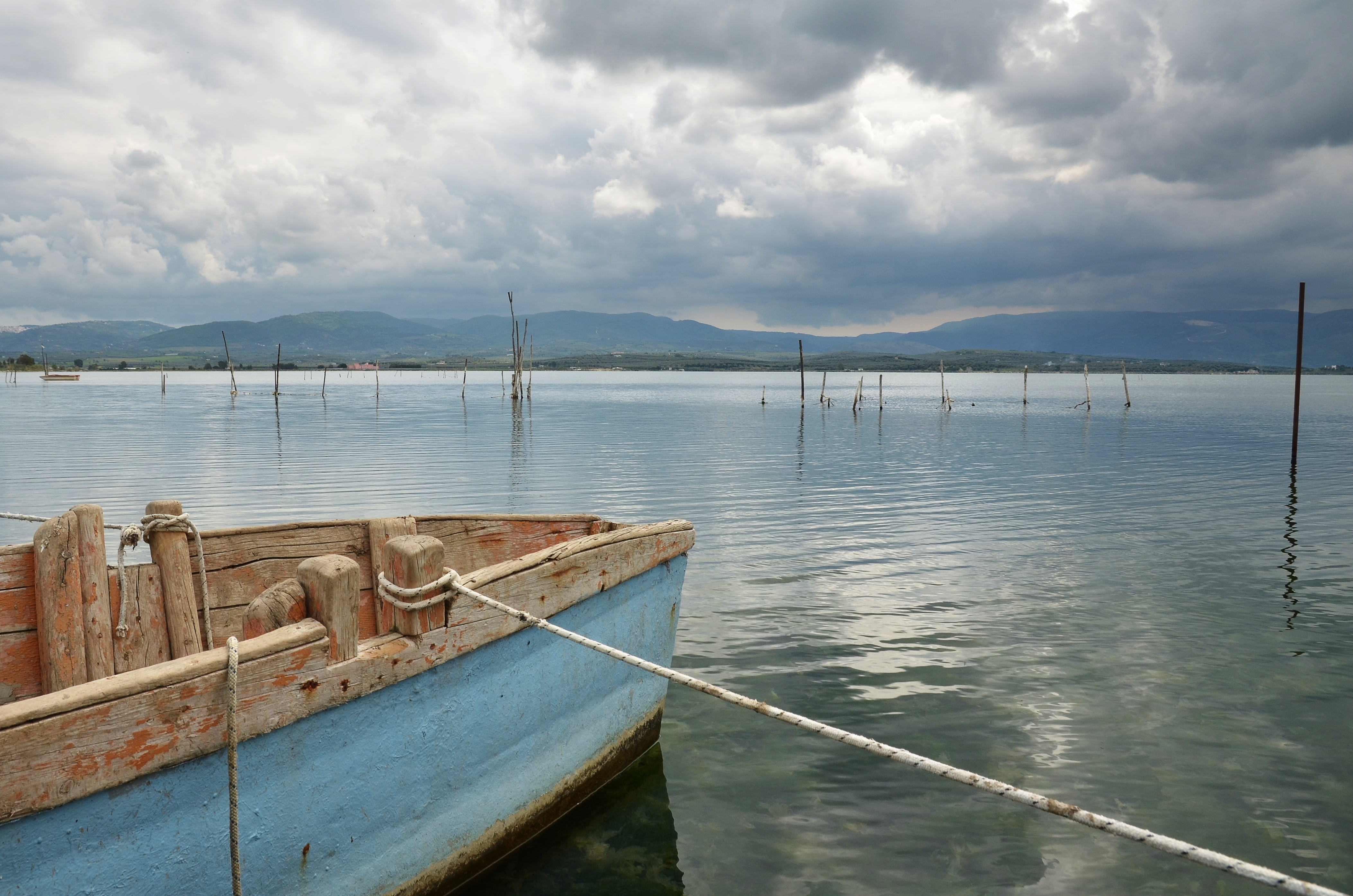
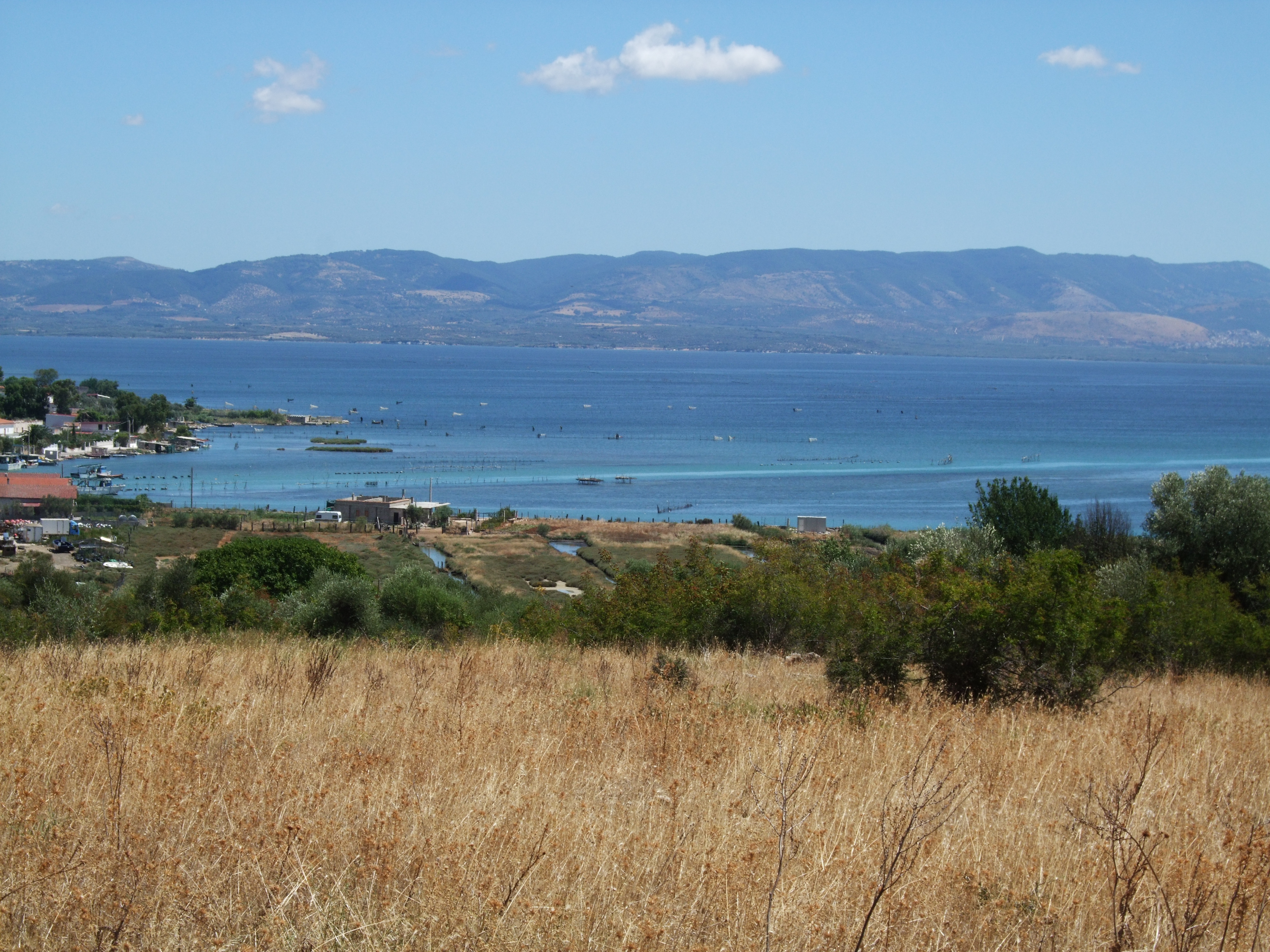
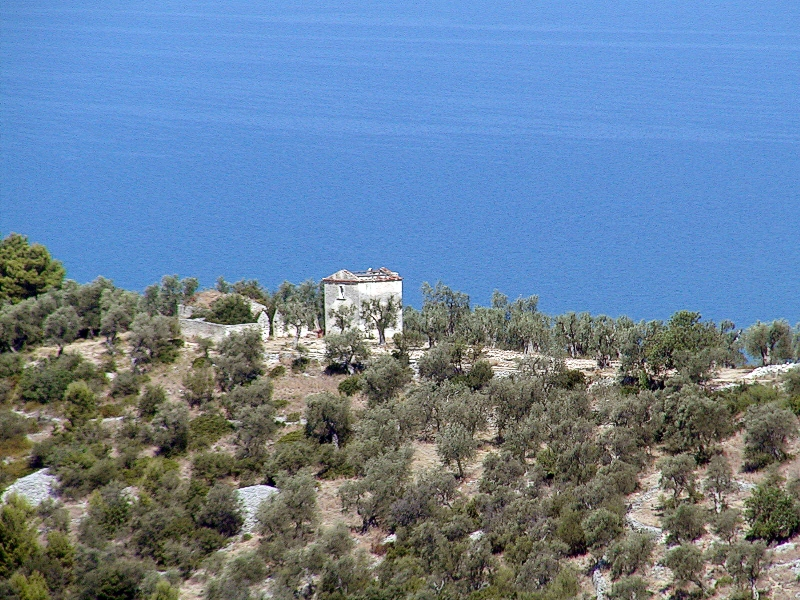
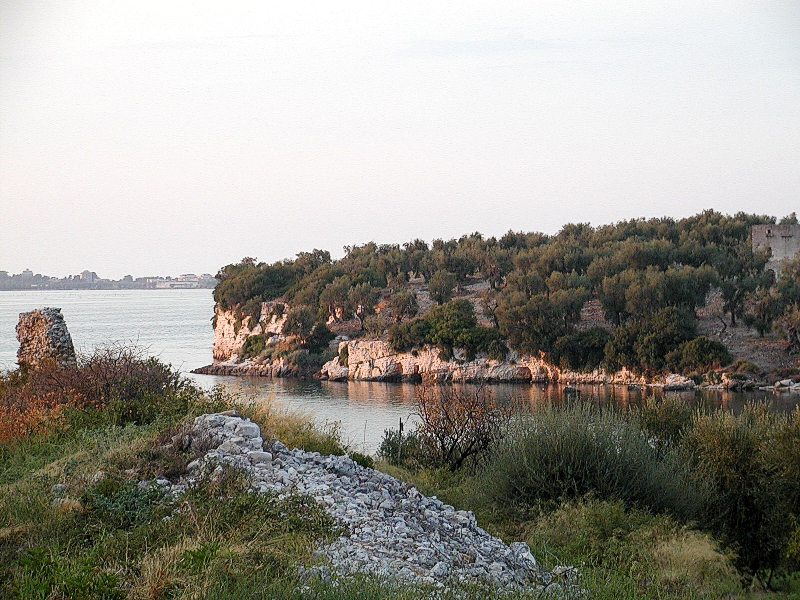
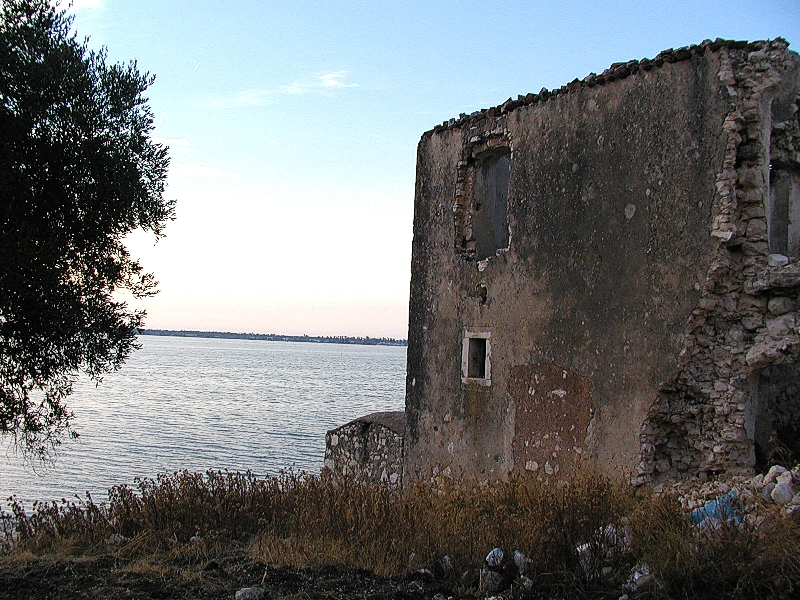